# 박준석 (프로게이머)
박준석(1987년 ~ )은 대한민국의 전직 클래시 로얄 프로게이머이며, 현재는 e스포츠 지도자로 활동 중이며, 피어엑스 유스 감독이다.

## 선수 시절
2018년 3월 12일, 샌드박스 게이밍 클래시 로얄 프로게임단에 입단하면서 프로 커리어를 시작했다.
2019년, 선수 생활을 마무리했다.

## 지도자 생활
2019년 하반기 중, 샌드박스 게이밍 클래시 로얄 부문의 감독으로 부임했다. 이후 2019년 12월 16일, 팀이 해체되었다.
2020년 1월 5일, 샌드박스 게이밍 카트라이더 부문의 감독으로 부임했다. 2020-1시즌 4위를 기록했다. 2020-2시즌 3위를 달성했다. 
2021시즌을 앞두고 샌드박스 게이밍과 재계약을 체결했다. 2021-1시즌 우승을 달성했다. 2021-2시즌 우승을 달성했다. 2021수퍼컵 준우승을 달성했다.
2022시즌을 앞두고 리브 샌드박스와 재계약을 체결했다. 2022-1시즌 3위를 달성했다. 2022-2시즌 우승을 달성했다. 2022수퍼컵 우승을 달성했다.
2023시즌을 앞두고 리브 샌드박스와 재계약을 체결했다. 프리시즌1 준우승을 달성했다. 프리시즌2 준우승을 달성했다. 2023시즌 준우승을 달성했다.
2023년 12월 29일, 피어엑스 유스(리그 오브 레전드)의 감독으로 부임했다.

## 소속팀

### 선수
| # | 팀명            | 소속 기간               | 소속 리그 | 비고 |
| - | --------------- | ----------------------- | --------- | ---- |
| 1 | 샌드박스 게이밍 | 2018.03.12 ~ 2019.07.01 |           |      |

### 지도자
| # | 팀명            | 직책 | 소속 기간               | 소속 리그 | 비고             |
| - | --------------- | ---- | ----------------------- | --------- | ---------------- |
| 1 | 샌드박스 게이밍 | 감독 | 2019.07.01 ~ 2019.12.16 |           | 클래시 로얄 종목 |
| 2 | 샌드박스 게이밍 | 감독 | 2020.01.05 ~            | KRL KDL   |                  |
| 3 | 피어엑스        | 감독 | 2023.12.29 ~            | LCK       |                  |

## 수상 내역

### 지도자

#### 크레이지레이싱 카트라이더
공식 대회 우승 4회, 준우승 1회
- 2020 SKT 5GX JUMP 카트라이더 리그 시즌 2 3위
- 2021 신한은행 헤이영 카트라이더 리그 시즌 1 우승
- 2021 신한은행 헤이영 카트라이더 리그 시즌 2 우승
- 2021 신한은행 헤이영 카트라이더 리그 수퍼컵 준우승
- 2022 신한은행 헤이영 카트라이더 리그 시즌 1 3위
- 2022 신한은행 헤이영 카트라이더 리그 시즌 2 우승
- 2022 신한은행 쏠 카트라이더 리그 수퍼컵 우승

#### 카트라이더: 드리프트
공식 대회 준우승 1회
- 카트라이더: 드리프트 리그 프리시즌 1 준우승
- 카트라이더: 드리프트 리그 프리시즌 2 준우승
- 2023 대전 레이싱 챌린지 준우승
- 2023 카트라이더: 드리프트 리그 준우승